# Ikarus 220
Az Ikarus 220 1970–1971 között gyártott közepes hosszúságú szóló városi-elővárosi kísérleti autóbusz volt. Sorozatgyártásra nem került.